# Gicumbi
Gicumbi is een district (akarere) in de noordelijke provincie van Rwanda. De hoofdstad is Byumba, tevens de hoofdstad van de provincie.

## Geografie
Het district ligt ten noorden van Kigali, langs de hoofdweg van Kigali naar Kampala. Het is een heuvelachtig district.

## Sectoren
Gicumbi is verdeeld in 21 sectoren (imirenge): Bukure, Bwisige, Byumba, Cyumba, Giti, Kaniga, Manyagiro, Miyove, Kageyo, Mukarange, Muko, Mutete, Nyamiyaga, Nyankenke II, Rubaya, Rukomo, Rushaki, Rutare, Ruvune, Rwamiko en Shangasha.

## Vluchtelingenkamp Gihembe
Op 15 december 2014 ontving vluchtelingenkamp Gihembe in  het district Gicumbi een bezoek van Howard G. Buffett, die geld heeft toegezegd om te helpen bij de repatriëring van Congolese vluchtelingen.

## Klimaat
Het klimaat in het district wordt beschouwd als een tropisch savanneklimaat, meestal met een uitgesproken droog seizoen. Het Köppen subtype voor dit klimaat is Aw (tropisch savanneklimaat).